# VHD (formato di file)
VHD (Virtual Hard Disk) è un formato di un disco virtuale, ossia un file contenitore che include gli elementi di un normale hard disk fisico, quali file, cartelle e partizioni.
Questo formato è stato originariamente creato da Connectix, società poi acquistata da Microsoft, che ha utilizzato il formato VHD per il proprio prodotto Microsoft Virtual PC. Il formato VHD è stato incluso nel luglio 2005 nella Microsoft Open Specification Promise, divenendo così disponibile per  l'utilizzo di terze parti.
Attualmente sono disponibili alternative tra cui una sviluppata da Oracle per VirtualBox, anche se il formato Vhd è compatibile con questo programma.

## Utilizzi
Il formato VHD, con il patrocinio di Microsoft, ha ottenuto una notevole diffusione sul mercato.
Ecco una lista dei principali software che ne fanno uso:
1. Microsoft Virtual PC
2. VirtualBox
3. Sun xVM (supporta il formato dalla versione 2 in poi)
4. VMWare ESX Server (come alternativa al formato proprietario VMDK)
5. Windows 7
6. Windows Server 2008 R2 (supporto alla creazione, al mounting e all'avvio da file VHD)
7. Hyper-V

## Funzionalità
Questo formato permette la creazione di un'"immagine differenziale", nella quale è possibile abilitare l'opzione "annulla modifiche". Quando questa opzione è attiva, tutte le modifiche vengono salvate in un file separato (immagine secondaria). Dopodiché sta all'amministratore decidere se annullarle, oppure renderle definitive con il merging nell'immagine principale.
Il formato utitlizzato è compatibile con la maggior parte dei programmi di virtualizzazione.

## Limiti
La dimensione massima di un hard disk virtuale creato in formato VHD è 2 TB.